# 2003년
2003년은 수요일로 시작하는 평년이다.

## 사건
- 1월 1일
  - 김대중 대통령은 재임 마지막 신년사에서 북한 핵문제의 평화적 해결을 언급하였다.
- 1월 2일 - 김대중 대통령은 동교동계 해체를 지시하였다.
- 1월 5일 -  이스라엘 텔아비브에서 2회의 자살폭탄테러가 발생하여 23명이 사망하다.
- 1월 25일 - 1·25 인터넷 대란 발생.
- 1월 31일 - 아프가니스탄 칸다하르에서 폭탄 테러가 발생하여 18명이 사망하였으며 이 중에서 다수가 미국인이었다.
- 2월 1일 - 컬럼비아 우주왕복선, 귀환 도중 미국 텍사스 상공에서 공중 폭발하여, 타고 있던 우주인 7명 모두 사망.
- 2월 18일 - 대구 지하철 화재 참사 발생으로 192명 사망, 151명 부상.
- 2월 19일 - 김대중 대통령이 대구 지하철 참사 지역을 특별재난구역으로 선포하다.
- 2월 25일
  -  대한민국 제15대 대통령 김대중 임기가 종료됨.
  -  대한민국 제16대 대통령 노무현 임기가 시작됨.
- 2월 27일 - 고건 국무총리 취임.
- 3월 3일 - 노르웨이 왕세자 호콘이 부왕 하랄 5세의 대리청정을 시행.
- 3월 19일 - 2003년 이라크 침공: 미국, 이라크 침공.
- 4월 9일 - 2003년 이라크 침공: 미국·영국, 바그다드 함락.
- 4월 12일 -  헝가리에서 유럽 연합 가입을 위한 국민 투표가 실시되었으며 찬성이 84%에 달한 반면, 기권도 55%에 달하였다.
- 4월 24일 - 마이크로소프트에서 윈도우 서버 2003이 출시되다.
- 4월 27일 - 아르헨티나에서 카를로스 메넴과 네스토르 키르치네르가 대결한 대통령 선거 2차 투표에서 메넴이 24.14%, 키르치네르가 22.04%의 지지를 얻었다.
- 5월 2일
  - 규제개혁위는 신문사의 무가지 및 경품지급을 규제하는 '공정위 신문고시 개정안'을 의결하였다.
  - 민주노총 화물연대가 처음으로 총파업에 돌입하였다.
- 5월 5일 - 건교부는 국내 승용차 등록대수를 1,001만 5,790대로 집계하였다.
- 6월 6일 - 노무현 대통령, 일본 공식 방문.
- 6월 7일 - 폴란드에서 유럽 연합 가입을 묻는 국민 투표가 실시되다. 58.6%의 투표율을 보였고, 78.3%가 찬성하였다.
- 6월 11일 - 예루살렘에서 자살 폭탄 테러로 17명이 사망했다.
- 6월 13일 - 체코에서 유럽 연합 가입을 묻는 국민 투표가 실시되다. 55.2%의 투표율을 보였고, 77.3%가 찬성하였다.
- 6월 28일 - 한국철도산업노동조합 파업 시작. 철도공사법 저지를 목표로 함.
- 7월 8일 - 샴 쌍둥이 비자니 자매, 분리 수술 직후 사망.
- 7월 30일- 현대백화점 부평점 부도처리 이후 이랜드에게 매각
- 8월 4일 - 정몽헌 현대아산 이사회장 투신 자살 사건 발생(대북(對北) 송금 사건).
- 8월 5일 - 현대자동차, 주5일 근무제 시행 등 노사협상 타결로 47일간의 파업 마감.
- 8월 7일 - 한총련 소속 일부 대학생, 경기도 포천 미군 사격 훈련장 불법 진입 기습 시위.
- 8월 8일 - 대구에서 경부선 무궁화호 열차, 화물열차와 추돌사고로 2명 사망, 99명 부상.
- 8월 10일 - 이탈리아에서 세계 최초 복제 망아지 ‘프로메테아’ 탄생.
- 8월 11일
  - 권노갑 새천년민주당 전 고문, 현대 비자금 수수혐의로 긴급 체포.
  - NATO, 아프가니스탄에서 평화 유지 활동을 시작하면서 54년 역사에서 처음으로 유럽 외의 지역에서 작전을 개시했다.
- 8월 14일
  - 서울지방법원, 간첩누명 쓴 수지 김 유족에 42억 국가 배상 판결.
  - 북동쪽 미국과 중부 캐나다에서 광범위한 정전이 일어나다.
- 8월 24일 - 반북 시민단체들과 제22회 하계 유니버시아드대회 북한 취재기자들 간에 충돌 사건 발생.
- 8월 25일 - 대한민국 정부, 신용 불량자 81만 명 구제 대책 발표.
- 8월 27일
  - 화성이 지구에 6만 년 만에 처음으로 55,758,006km까지 대접근하다.
  - 베이징에서 남·북·러·미·일·중 여섯 나라가 모여 첫 육자 회담을 열다.
- 8월 28일 - 대한민국과 조선민주주의인민공화국, 제6차 남북 경제협력추진위원회 합의문 발표.
- 8월 29일 - 대한민국 국회, 주5일 근무제를 골자로 한 근로기준법 개정안 국회 본회의 통과.
- 8월 31일 - 대한민국, 권노갑 전 민주당 고문, 현대비자금 200억 원 수수혐의로 구속 기소.
- 9월 1일 - 대한민국 정부, 종합부동산세 신설 등 관련 세법 개정 추진 발표.
- 9월 3일 - 대한민국 국회, 김두관 행정자치부 장관 해임 건의안 가결.
- 9월 10일 - 멕시코 캉쿤에서 세계 무역 기구(WTO) 협상 반대 시위를 벌이던 이경해 전 한국농업경영인중앙연합회 회장 할복 자살.
- 9월 11일 - 아르헨티나, 국제통화기금(IMF)과 3년간 채무상환 유예 등을 골자로 금융구제안에 합의.
- 9월 12일 - 태풍 매미가 대한민국을 강타하다.
- 9월 14일 - 에스토니아 국민 투표에서 유럽 연합 가입 가결.
- 9월 13일 - 중앙재난대책본부는 태풍 '매미'로 인한 사망자가 62명, 실종자가 25명에 달한다고 발표하였다.
- 9월 16일 - 일본, 신칸센 100계 전동차가 도쿄-신오사카행 히카리 309호 운행을 끝으로 도카이도 신칸센에서 은퇴.
- 9월 17일 - 대한민국과 조선민주주의인민공화국, 제8차 남북군사실무회담에서 '동·서해지구 남북관리구역 임시도로통행의 군사적 보장 위한 잠정합의서의 보충합의서' 채택.
- 9월 20일 - 대한민국, 새천년민주당 신당파, 국민참여통합신당으로 국회에 교섭단체 공식 등록.
- 9월 26일 - 대한민국 국회, 윤성식 감사원장 후보자 임명동의안 부결.
- 9월 27일 - 러시아 플레세츠크 우주 기지에서 대한민국의 첫 과학기술위성 과학기술위성 1호, 발사 성공.
- 9월 28일 - 대한민국 노동부, 퇴직연금제 등 '급여자 퇴직급여 보장법안' 입법예고 발표.
- 9월 29일 - 노무현 대통령 민주당 탈당 공식 선언
- 10월 1일 - 한국통신, 대한민국기업사상 최대규모 5,500여 명 명예퇴직 실시.
- 10월 5일 - 미국 조지 W. 부시 대통령, 부분분만 낙태 금지법(Partial-Birth Abortion Ban Act)에 서명.
- 10월 7일 - 대한민국의 노무현 대통령,  일본의 고이즈미 준이치로 총리, 중국의 원자바오 총리가 인도네시아 발리섬에서 3국 정상회담을 갖고 14개 분야에 합의.
- 10월 8일
  - 대한민국 검찰, 최도술이 SK그룹으로부터 11억 수수 확인.
  - 연예계 비리 관련 서세원, 이수만 구속.
- 10월 10일 - 노무현 대통령, 재신임 국민투표를 제안하다.
- 10월 12일 - 이라크 바그다드 도심 바그다드 호텔 부근에서 차량 폭탄 테러가 발생하여 7명이 사망하다.
- 10월 15일 - 중국이 선저우 5호를 발사하다.
- 10월 19일 - 마더 테레사 수녀가 복녀로 시복되다.
- 10월 30일 - 이회창 한나라당 전 총재가 16대 대선자금 불법수수와 관련해 대국민 사과를 발표하였다.
- 10월 31일 - 말레이시아 마하티르 빈 모하맛 총리가 퇴임하면서.
- 11월 5일 - 2004학년도 대학수학능력시험이 시행되다.
- 11월 11일 - 열린우리당 창당.
- 11월 23일 - 조지아의 세바르드나제 대통령이 퇴진하다.
- 11월 24일 - 신용 불량자 양산 등 자금난 문제로 유동성 위기를 겪고 있는 LG카드(현 신한카드)가 채권단으로부터 2조원의 긴급 자금을 지원하였다.
- 11월 26일 - 콩코드 초음속 여객기가 운항을 중단하다.
- 11월 30일 -  일본 아시카가은행 파산, 공적자금 투입 및 일시 국유화 결정.
- 12월 2일 - 장효희 목사가 간음하다 들켜 아파트에서 탈출하려고 뛰어내렸다가 사망하였다. 처음에는 과로사로 발표되었으나 나중에는 추락사로 정정했다.
- 12월 7일 - 이을용 선수가 축구경기 도중 중국선수 뒤통수를 손바닥으로 때려 퇴장당했다. (을용타)
- 12월 13일 - 이라크 전쟁: 사담 후세인 이라크 전 대통령이 체포되다.

## 문화
- 1월 1일 - MBC 무비스가 개국되었다.
- 1월 24일 - 대한민국 철도청, KORAIL로 CI 선포식.
- 3월 1일 - 부산청년포럼(창립대표 하승무) 창립.
- 4월 28일 - 애플, 아이튠즈 스토어 출시되었다.
- 4월 30일 - 수도권 전철 1호선, 병점구간 개통(수원 ~ 병점)
- 5월 6일 -  미국 락밴드 fall out boy 데뷔
- 5월 9일 - 우주 과학 연구소가 공학 실험 탐사기" 하야부사 "(MUSES-C)을 발사되었다.
- 5월 27일 - KBS 2TV에서 4년만에 긴급구조 119를 방영을 하다.
- 6월 1일 - 대한민국 제주특별자치도에서 JIBS New Power FM 방송 개국. (주파수: 제주시 101.5㎒, 서귀포 98.5㎒)
- 6월 10일 - NASA의 화성 탐사선 스피릿 발사되었다.
- 6월 30일 - 대한민국에서 iTV iFM 라디오 개국. (주파수 : 90.7㎒)
- 7월 21일 - 포켓몬스터 AG가 한국에서 방영을 시작되었다.
- 7월 26일 - 제88차 세계 에스페란토 대회가 스웨덴 예테보리에서 개최되었다.
- 8월 18일 - 박세리, LPGA 제이미 파크로거 클래식 우승.
- 8월 21일 - 제22회 하계 유니버시아드대회 대구광역시에서 개막.
- 9월 1일 - 아리랑 라디오 라디오 방송 개국.
- 9월 3일 - 분당선 수서역 ~ 선릉역 연장 개통.
- 9월 15일 - MBC TV 드라마 대장금, 방송 시작.
- 9월 16일 -  일본 신칸센 100계 전동차가 도쿄발 신오사카행 히카리 309호를 마지막으로 도카이도 신칸센에서 완전히 은퇴하다.
- 9월 25일 - 닌텐도가 패밀리 컴퓨터와 슈퍼 패미컴의 공식 단종을 선언했었다.
- 9월 30일 - 드라마 야인시대가 종영되다.
- 10월 2일 - 삼성 라이온즈 이승엽 대구광역시 롯데 자이언츠전에서 투수 이정민으로부터 56번째 홈런을 쳐내며 대한민국 프로야구 한시즌 최다 홈런 기록.
- 10월 10일 - 대한민국 강원도에서 G1 Fresh FM 라디오 개국. (주파수: 춘천권 105.1㎒, 강릉권 106.1㎒)
- 10월 15일 - 인천광역시경제자유구역청 개청.
- 10월 19일 - 경기도 포천군이 포천시로, 양주군이 양주시로 승격.
- 10월 21일 - 대구 지하철 화재 참사 이후 8개월 만에 중앙로역 무정차 통과 형식으로 전구간 통행 재개하다.
- 10월 24일 - 초음속 여객기 콩코드가 뉴욕 - 런던간 비행을 끝으로 운행을 중단하였다.
- 10월 25일 - KBO 리그 KBO 한국시리즈 7차전에서 현대 유니콘스가 SK 와이번스를 7대 0으로 꺾고 시리즈 전적 4승 3패로 2000년 이후 3년만에 통산 3번째 우승을 달성하였다.
- 10월 26일 - 롯데월드에 아트란티스가 개장하였다.
- 10월 28일 - KBS 2TV에서 긴급구조 119를 마지막으로 방송을 했고 종영을 했다.
- 11월 5일 - 대한민국, 2004학년도 대학수학능력시험을 실시하다. 대학수학능력시험 사상 최초로 "복수 정답"을 인정했다.
- 12월 26일 - 대한민국 아이돌 그룹 동방신기가 데뷔하였다.
- 12월 31일 - 대구 지하철 화재 참사 이후 10개월 만에 중앙로역이 복구 공사 완료와 동시에 영업 재개하다.

## 탄생

### 1월
- 1월 2일 - 미국의 배우 사이러스 아널드.
- 1월 3일 - 스웨덴의 환경운동가 그레타 툰베리.
- 1월 6일 - 대한민국의 가수 채이.
- 1월 8일
  - 중국의 가수 장쟈위엔.
  - 대한민국의 축구 선수 이지한.
  - 대한민국의 가수 서다현.
- 1월 10일 - 태국의 가수 프린스. (GHOST9)
- 1월 13일
  - 대한민국의 가수 윤서령.
  - 대한민국의 축구 선수 지상욱.
- 1월 15일 - 일본의 야구 선수 마메다 다이시.
- 1월 16일 - 대한민국의 배우 주혜린.
- 1월 17일 - 대한민국의 영화배우 이지현.
- 1월 19일 - 기니의 축구 선수 일라시 모리바.
- 1월 20일 - 대한민국의 가수 제로.
- 1월 21일
  - 대한민국의 축구 선수 강교훈.
  - 프랑스의 축구 선수 한니발 메지브리.
- 1월 22일 - 대한민국의 축구 선수 이우연.
- 1월 23일 - 대한민국의 피겨 스케이팅 선수 김예림.
- 1월 27일
  - 대한민국의 정치인 한사형.
  - 대한민국의 가수 태영.
  - 대한민국의 축구 선수 박성훈.
- 1월 28일 - 대한민국의 배우 신이안.
- 1월 29일 - 대한민국의 연구기관단체장 전연우.

### 2월
- 2월 1일 - 캐나다의 가수 테이트 맥레이.
- 2월 3일 - 대한민국의 축구 선수 이찬욱.
- 2월 4일
  - 미국의 배우 카일라 케네디.
  - 대한민국의 농구 선수 이재현.
  - 덴마크의 축구 선수 라스무스 호일룬.
- 2월 6일
  - 대한민국의 가수 장송호.
  - 대한민국의 가수 노윤하.
  - 대한민국의 가수 해나.
- 2월 7일 - 대한민국의 축구 선수 이현주.
- 2월 8일 - 대한민국의 가수 김은빈.
- 2월 11일 - 대한민국의 가수 우연.
- 2월 12일 - 대한민국의 바둑 기사 문민종.
- 2월 13일
  - 캐나다의 배우 케나디 주르댕브롬레.
  - 대한민국의 배우 김진영.
- 2월 17일 - 중화인민공화국의 쇼트트랙 선수 장추퉁.
- 2월 20일 - 미국의 가수, 배우 올리비아 로드리고.
- 2월 24일
  - 일본의 배우 사와구치 아이카.
  - 대한민국의 가수 수아.
- 2월 26일
  - 대한민국의 피겨 스케이팅 선수 임은수.
  - 독일의 축구 선수 자말 무시알라.
- 2월 27일 - 대한민국의 축구 선수 김태윤.

### 3월
- 3월 1일
  - 미국의 배우 밀리센트 시먼스.
  - 대한민국의 유튜버 최준희.
- 3월 2일
  - 대한민국의 야구 선수 박준영.
  - 대한민국의 가수 김다연.
- 3월 3일
  - 대한민국의 가수 오준석 (에이티비오).
  - 대한민국의 축구 선수 강성윤.
  - 이집트의 펜싱 선수 무함마드 알사이드.
- 3월 4일 - 대한민국의 배우 박사랑.
- 3월 5일 - 대한민국의 모델 박소연.
- 3월 6일 - 대한민국의 축구 선수 이승원.
- 3월 9일 - 미국의 체조 선수 수니사 리.
- 3월 10일 - 중화인민공화국의 스키 선수 리팡후이.
- 3월 11일 - 일본의 가수 카도와키 미유나.
- 3월 12일
  - 미국의 배우 겸 모델 말리나 와이즈만.
  - 대한민국의 역도 선수 박혜정.
  - 대한민국의 바둑 기사 박신영.
- 3월 17일 - 일본의 아이돌 나카니시 아루노.
- 3월 21일 - 대한민국의 가수 민서. (세러데이)
- 3월 26일
  - 대한민국의 축구 선수 강성진.
  - 미국의 가수 대니엘 브레골리.
- 3월 27일 - 대한민국의 리그 오브 레전드 프로게이머 에디.
- 3월 28일
  - 대한민국의 가수 이희상.
  - 헝가리의 수영 선수 코시 후베르트.
- 3월 31일 - 대한민국의 가수 현민.

### 4월
- 4월 1일 - 대한민국의 축구 선수 황인택.
- 4월 2일 - 대한민국의 배우 겸 가수 이우진 (더 이스트라이트).
- 4월 3일 - 미국의 배우 엘시 피셔.
- 4월 4일
  - 잉글랜드의 축구 선수 하비 엘리엇.
  - 대한민국의 래퍼 CLIQUE.
- 4월 7일 - 대한민국의 가수 이우진. (GHOST9)
- 4월 8일 - 대한민국의 축구 선수 강민준.
- 4월 10일 - 대한민국의 가수 한별.
- 4월 11일 - 대한민국의 래퍼 YLN Foreign.
- 4월 14일 - 대한민국의 배구 선수 정윤주.
- 4월 15일 - 대한민국의 가수 영원.
- 4월 16일
  - 대한민국의 래퍼 세진.
  - 대한민국의 축구 선수 이지우.
- 4월 17일
  - 대한민국의 가수 백지헌 (Fromis 9).
  - 대한민국의 축구 선수 김동현.
- 4월 18일 - 대한민국의 가수 박하늘.
- 4월 19일 - 대한민국의 치어리더 오윤솔.
- 4월 24일 - 대한민국의 리그 오브 레전드 프로게이머 윌러.
- 4월 30일
  - 대한민국의 배우 정윤석.
  - 영국의 배우 에밀리 케리.

### 5월
- 5월 2일 - 대한민국의 골프 선수 박혜준.
- 5월 3일
  - 대한민국의 배우 서동현.
  - 독일의 축구 선수 플로리안 비르츠.
- 5월 5일
  - 일본의 피겨 스케이팅 선수 가기야마 유마.
  - 스페인의 테니스 선수 카를로스 알카라스.
- 5월 6일 - 대한민국의 가수 박시영.
- 5월 7일
  - 대한민국의 야구 선수 윤도현.
  - 대한민국의 야구 선수 이원재.
  - 영국의 태권도 선수 케이든 커닝엄.
- 5월 9일 - 대한민국의 축구 선수 이태민.
- 5월 13일
  - 대한민국의 축구 선수 문현호.
  - 대한민국의 근대3종 선수 성승민.
  - 스페인의 축구 선수 하비 게라.
- 5월 14일
  - 대한민국의 가수 금동현 (EPEX).
  - 대한민국의 축구 선수 박성현.
- 5월 16일 - 대한민국의 축구 선수 조동재.
- 5월 18일 - 대한민국의 가수 배드 크런치.
- 5월 19일
  - 미국의 가수 조조 시와.
  - 일본의 성우 히시카와 하나.
  - 대한민국의 축구 선수 박현빈.
- 5월 20일
  - 대한민국의 배우 전민서.
  - 대한민국의 축구 선수 김용학.
  - 대한민국의 사격 선수 양지인.
- 5월 21일
  - 대한민국의 수영 선수 황선우.
  - 대한민국의 리그 오브 레전드 프로게이머 카리스.
- 5월 22일 - 대한민국의 래퍼 레이.
- 5월 23일 - 대한민국의 축구 선수 이영준.
- 5월 24일 - 일본의 아이돌 이치노세 미쿠.
- 5월 25일 - 대한민국의 리그 오브 레전드 프로게이머 버서커.
- 5월 26일
  - 대한민국의 배우 엄지성.
  - 대한민국의 배우 유승용.
  - 대한민국의 가수 유건.
- 5월 31일 - 대한민국의 배우 정민준.

### 6월
- 6월 1일 - 미국의 배우 겸 모델 엠제이 앤서니.
- 6월 2일
  - 대한민국의 배우 왕석현.
  - 대한민국의 래퍼 빅 나티.
  - 중국의 가수, 배우 니엔.
  - 미국의 배우 제러미 레이 테일러.
- 6월 3일
  - 대한민국의 가수 유다원.
  - 대한민국의 축구 선수 김준홍.
- 6월 4일
  - 대한민국의 야구 선수 이병헌.
  - 대한민국의 가수 채원.
  - 대한민국의 가수 강하윤.
- 6월 6일
  - 대한민국의 가수 시온.
  - 대한민국의 축구 선수 박준영.
- 6월 9일 - 세르비아의 농구 선수 니콜라 요비치.
- 6월 13일 - 대한민국의 양궁 선수 임시현.
- 6월 14일
  - 대한민국의 가수 세은 (스테이씨).
  - 대한민국의 야구 선수 김세민.
- 6월 18일
  - 대한민국의 배구 선수 이지수.
  - 대한민국의 축구 선수 박준영.
- 6월 20일
  - 대한민국의 농구 선수 심수현.
  - 일본의 가수 아야카. (NiziU)
- 6월 23일 - 대한민국의 배우 박한.
- 6월 24일 - 대한민국의 가수 선우.
- 6월 25일 - 대한민국의 래퍼 차우주.
- 6월 26일
  - 대한민국의 가수 수연이.
  - 대한민국의 아이돌 채린.
- 6월 27일 - 대한민국의 래퍼 Troy.
- 6월 29일
  - 잉글랜드의 축구 선수 주드 벨링엄.
  - 대한민국의 축구 선수 조재훈.
  - 대한민국의 가수 김예린.
- 6월 30일 - 대한민국의 농구 선수 최민주.

### 7월
- 7월 3일
  - 대한민국의 댄서 조은빈.
  - 대한민국의 배우 이웅재.
- 7월 4일 - 대한민국의 야구 선수 윤석원.
- 7월 5일 - 태국의 배우 푸윈 탕사큐엔.
- 7월 6일 - 대한민국의 배우 최예나.
- 7월 10일 - 대한민국의 축구 선수 조진호.
- 7월 11일 - 대한민국의 가수 선민.
- 7월 13일 - 미국의 배우 와이엇 올레프.
- 7월 14일 - 일본의 가수 히카루 (판타지보이즈).
- 7월 15일
  - 대한민국의 배우 이서연.
  - 이란의 레슬링 선수 사이드 에스마엘리.
- 7월 18일 - 대한민국의 야구 선수 최원영.
- 7월 20일 - 대한민국의 가수 정구현. (비보이즈)
- 7월 21일 - 일본의 싱어송라이터 RUANN.
- 7월 22일
  - 대한민국의 방송인 송의준.
  - 대한민국의 배우 전준혁.
- 7월 23일 - 대한민국의 골프 선수 임진영.
- 7월 27일 - 대한민국의 리그 오브 레전드 프로게이머 클로저.
- 7월 28일 - 대한민국의 배우 정택현.
- 7월 29일 - 대한민국의 배우 최다혜.
- 7월 30일
  - 대한민국의 축구 선수 김동진.
  - 대한민국의 뮤지컬 배우 김민솔.
- 7월 31일 - 대한민국의 가수 다정.

### 8월
- 8월 1일 - 대한민국의 가수 오넷.
- 8월 3일
  - 대한민국의 리그 오브 레전드 프로게이머 로머.
  - 일본의 아이돌 사토 미나미.
- 8월 4일 - 대한민국의 치어리더 한서희.
- 8월 6일 - 대한민국의 가수 윤서연.
- 8월 7일 - 일본의 아이돌 우메야마 코코나.
- 8월 9일 - 일본의 가수 나카무라 카즈하. (르세라핌)
- 8월 13일 - 대한민국의 배우 탕준상.
- 8월 14일
  - 대한민국의 가수 소희.
  - 대한민국의 리그 오브 레전드 프로게이머 기드온.
- 8월 17일
  - 대한민국의 배우 양한열.
  - 호주의 가수 더 키드 라로이.
  - 프랑스의 축구 선수 라얀 셰르키.
- 8월 18일 - 미국의 배우 맥스 찰스.
- 8월 19일 - 대한민국의 축구 선수 최예훈.
- 8월 20일
  - 벨기에의 왕자 벨기에 왕자 가브리엘.
  - 엘살바도르의 축구 선수 아롤드 오소리오.
- 8월 21일
  - 대한민국의 축구 선수 배준호.
  - 잉글랜드의 축구 선수 앨릭스 스콧.
- 8월 23일 - 대한민국의 가수 민재 (MCND).
- 8월 24일 - 러시아의 피겨 스케이팅 선수 알료나 코스토르나야.
- 8월 25일 - 멕시코의 배우 이냐키 고도이.
- 8월 26일
  - 일본의 배우 하라 나노카.
  - 미국의 배우 엠마 레인 라일.
- 8월 27일 - 대한민국의 야구 선수 김주완.
- 8월 28일 - 미국의 배우 쿼벤저네이 월리스.

### 9월
- 9월 1일
  - 대한민국의 가수 안유진 (IZ*ONE, IVE).
  - 대한민국의 야구 선수 김서준.
  - 대한민국의 축구 선수 박승호.
- 9월 3일 - 미국의 프리스타일 스키 선수 구아이링.
- 9월 4일 - 대한민국의 가수 성호. (보이넥스트도어)
- 9월 5일 - 대한민국의 발로란트 프로게이머 강하빈.
- 9월 8일 - 대한민국의 오버워치 프로게이머 한현석.
- 9월 10일 - 대한민국의 야구 선수 최지민.
- 9월 14일 - 일본의 아이돌 가수 이마무라 마리아.
- 9월 15일 - 대한민국의 야구 선수 한태양.
- 9월 16일 - 대한민국의 축구 선수 박재현.
- 9월 18일
  - 대한민국의 배우 이다연.
  - 대한민국의 야구 선수 윤동희.
- 9월 20일
  - 대한민국의 래퍼 라코스타.
  - 미국의 암살자 토머스 매슈 크룩스. (~2024년)
- 9월 24일 - 맨섬 출신 영국의 배우 조 로크.
- 9월 25일 - 영국의 배우 벨라 램지.
- 9월 26일
  - 대한민국의 가수 미누.
  - 대한민국의 정치인 김경주.

### 10월
- 10월 2일 - 대한민국의 야구 선수 김도영.
- 10월 3일 - 대한민국의 영화배우 신햇빛.
- 10월 7일 - 대한민국의 가수 휘준 (MCND).
- 10월 11일 - 대한민국의 야구 선수 박영현.
- 10월 17일 - 중화인민공화국의 바둑 기사 투샤오위.
- 10월 19일 - 대한민국의 농구 선수 변소정.
- 10월 20일 - 중국의 아이돌 인하오위.
- 10월 21일 - 대한민국의 가수 Gyeong.
- 10월 22일
  - 대한민국의 가수 리우.
  - 일본의 가수 카사하라 모모나.
- 10월 24일 - 미국의 배우 허드슨 양.
- 10월 25일 - 일본의 아이돌 니시카와 레이.
- 10월 26일 - 대한민국의 농구 선수 신예영.
- 10월 27일
  - 대한민국의 가수 예스주니어24.
  - 일본의 아이돌 치바 에리이. (AKB48)
- 10월 29일 - 대한민국의 가수 유빈.

### 11월
- 11월 1일 - 대한민국의 암벽 등반 선수 서채현.
- 11월 5일 - 이탈리아의 축구 선수 윌프리드 뇬토.
- 11월 7일 - 대한민국의 배우 박지후.
- 11월 8일
  - 대한민국의 다이빙 선수 김나현.
  - 영국의 왕족 레이디 루이즈 윈저.
- 11월 11일 - 일본의 레슬링 선수 후지나미 아카리.
- 11월 13일 - 일본의 가수 마유카. (NiziU)
- 11월 14일 - 대한민국의 가수 Cose.
- 11월 16일 - 네덜란드의 공주 오라녜 여공 카타리나아말리아.
- 11월 17일 - 대한민국의 헤어디자이너 수민.
- 11월 20일 - 일본의 아이돌 쿠보 사토네.
- 11월 21일 - 대한민국의 배우 송희.
- 11월 22일 - 대한민국의 배우, 가수 정지수.
- 11월 24일
  - 대한민국의 태권도 선수 박정현.
  - 스페인의 태권도 선수 아드리아나 세레소.

### 12월
- 12월 4일
  - 대한민국의 가수 도아 (파나틱스).
  - 대한민국의 가수 명재현. (BOYNEXTDOOR)
- 12월 5일 - 대한민국의 가수 은호.
- 12월 6일 - 대한민국의 야구 선수 김상민.
- 12월 7일
  - 대한민국의 가수 이탁수.
  - 네덜란드의 공주 오라녜 여공 카타리나아말리아.
- 12월 8일 - 대한민국의 배우 한애정.
- 12월 9일
  - 대한민국의 가수 유나 (ITZY).
  - 대한민국의 가수 혜주.
- 12월 10일 - 대한민국의 야구 선수 이민석.
- 12월 11일 - 대한민국의 축구 선수 배서준.
- 12월 12일
  - 일본의 아이돌 타구치 마나카. (AKB48)
  - 대한민국의 모델 한별이.
- 12월 14일 - 대한민국의 래퍼 재하.
- 12월 16일
  - 대한민국의 리그 오브 레전드 프로게이머 다이스.
  - 대한민국의 축구 선수 이선호.
  - 이란의 태권도 선수 아리안 살리미.
- 12월 17일 - 대한민국의 배우 유재상.
- 12월 18일 - 대한민국의 가수 박성원 (싸이퍼).
- 12월 19일 - 대한민국의 가수 이태승. (GHOST9)
- 12월 23일 - 대한민국의 야구선수 문동주.
- 12월 25일 - 대한민국의 리그 오브 레전드 프로게이머 버돌.
- 12월 26일 - 덴마크의 태권도 선수 에디 흐르니치.
- 12월 27일 - 일본의 펜싱 선수 이무라 가즈키.
- 12월 29일 - 조선민주주의인민공화국의 체조 선수 안창옥.

### 미상
- 대한민국의 배구 선수 김세인.
- 대한민국의 가수 민서.
- 대한민국의 육상 선수 김다은, 김소은.
- 대한민국의 인터넷 작가 박지원.
- 대한민국의 배구 선수 이지수.

## 사망

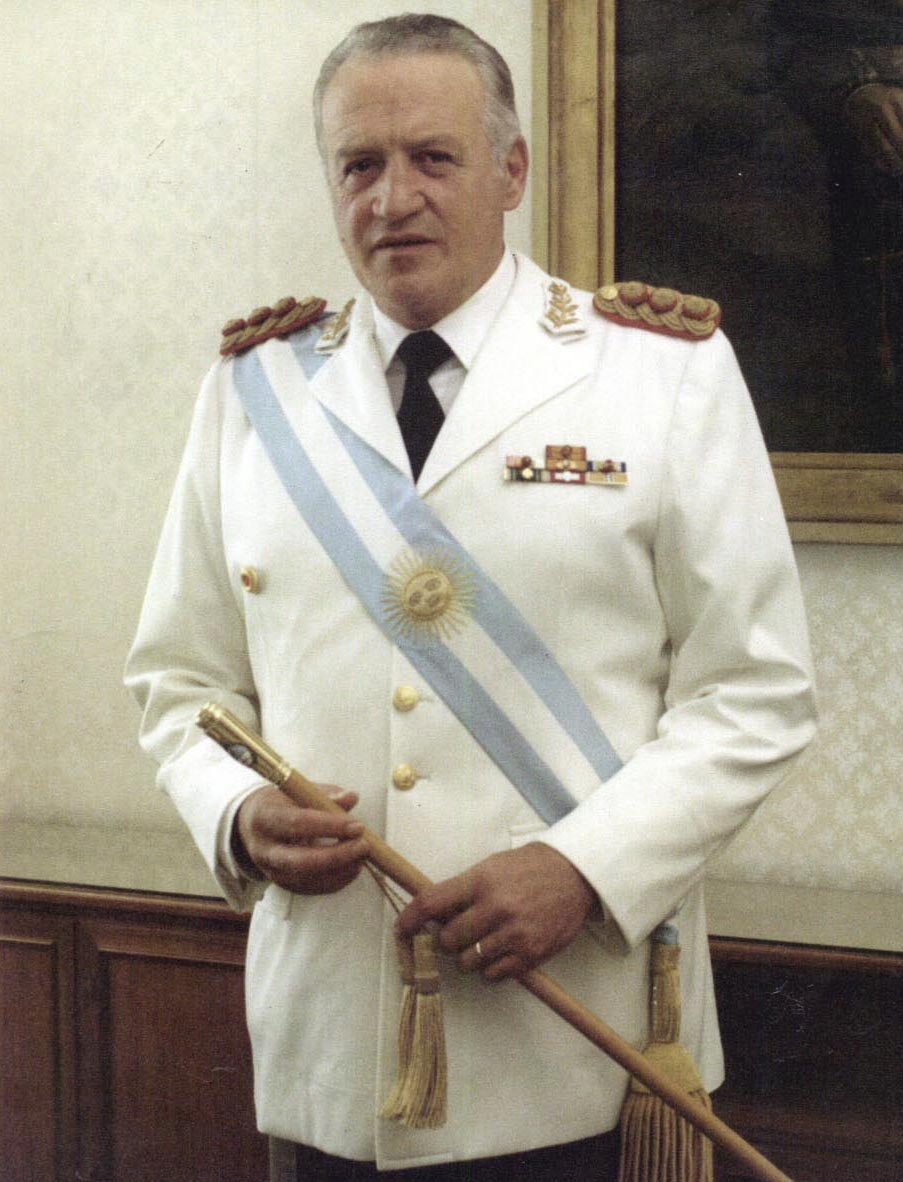
레오폴도 갈티에리

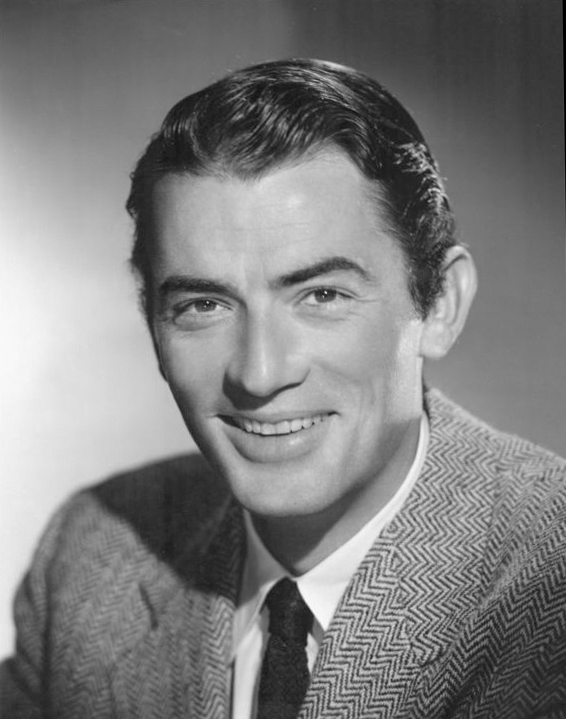
그레고리 펙

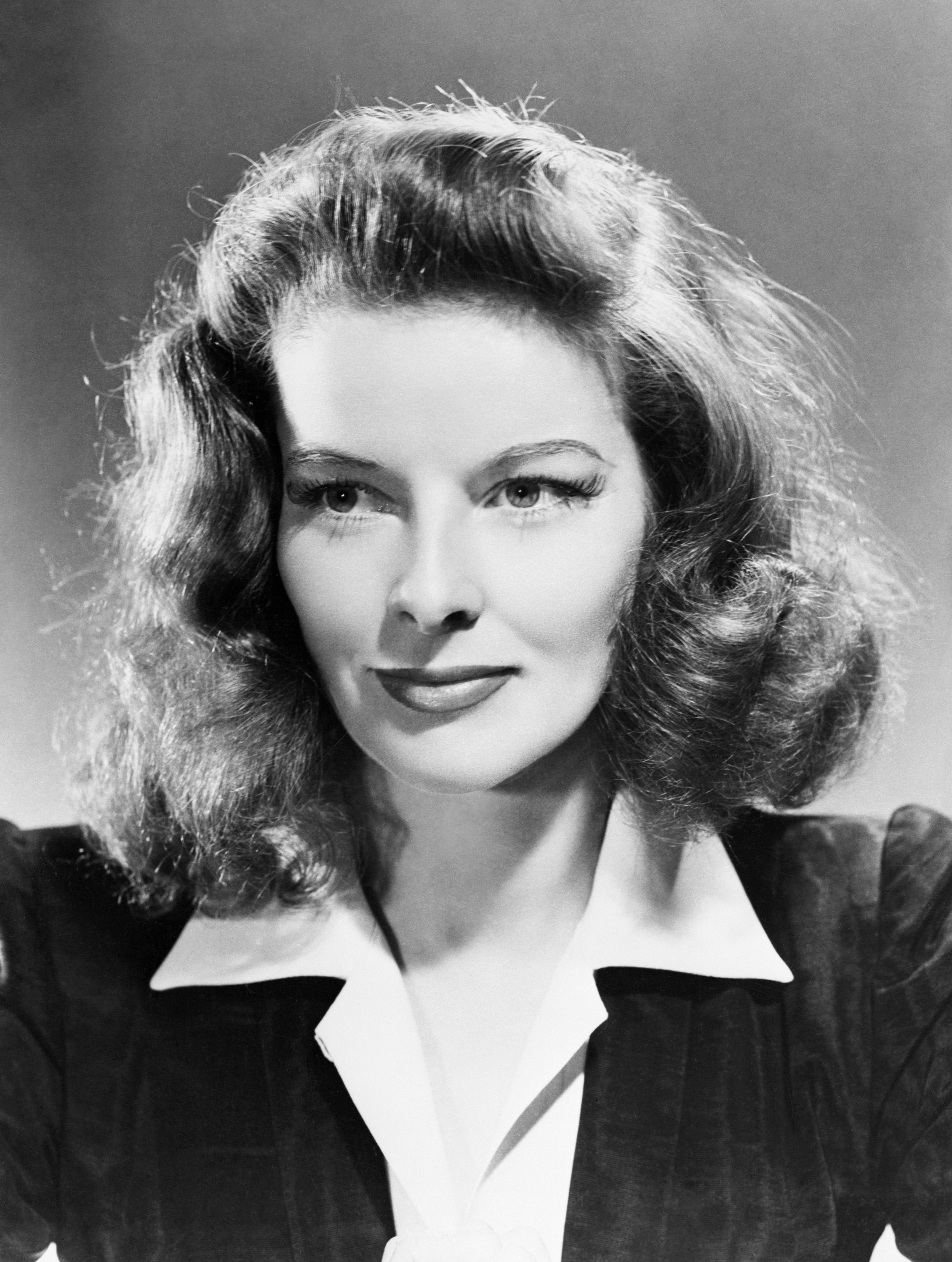
캐서린 헵번

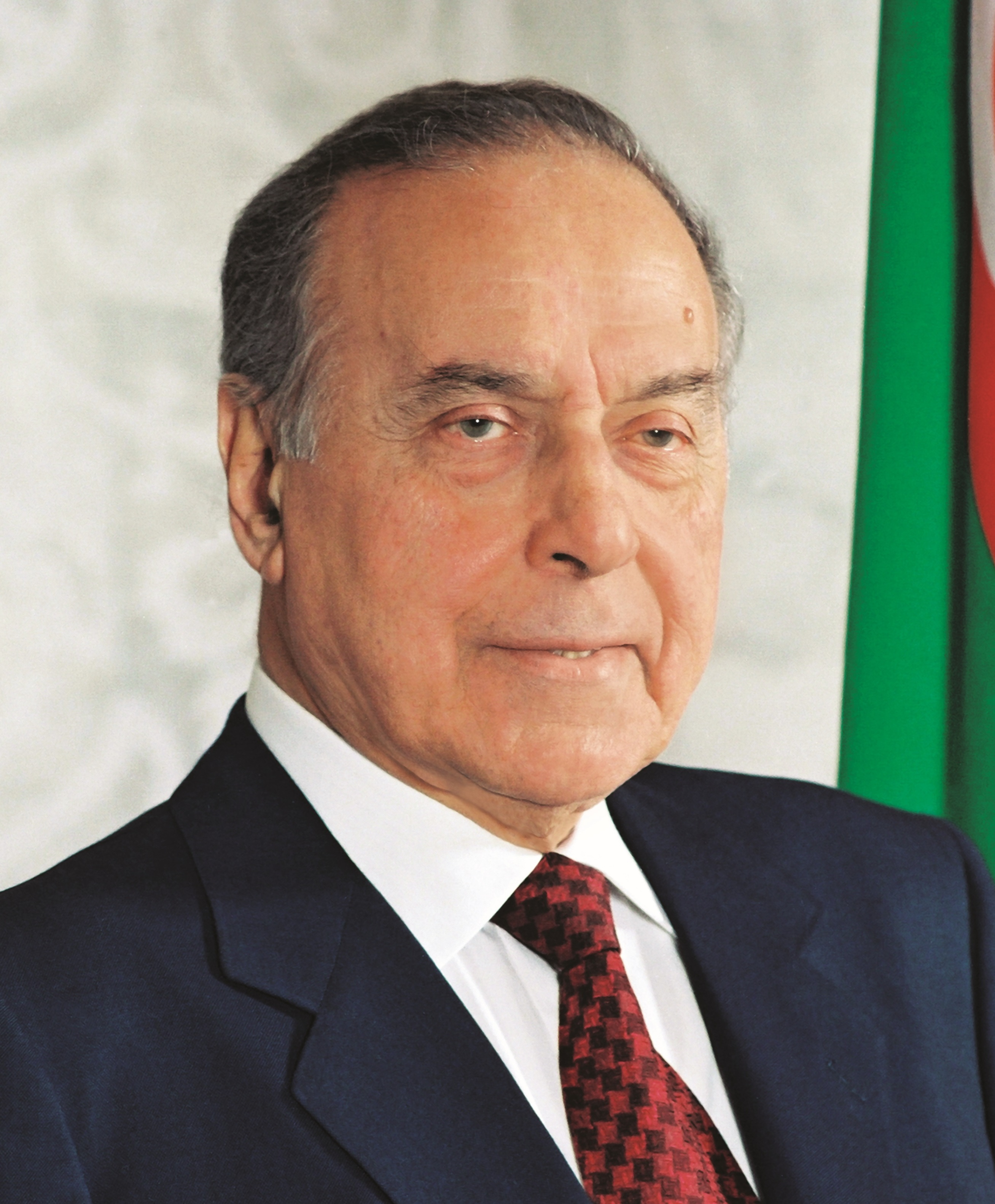
게이다르 알리예프

- 1월 12일 - 아르헨티나의 제45대 대통령 레오폴도 갈티에리. (1926년~)
- 3월 8일 - 대한민국의 시인 조병화. (1921년~)
- 3월 25일 - 대한민국의 소설가 이문구. (1941년~)
- 3월 28일 - 러시아의 화학자 일리야 프리고진. (1917년~)
- 4월 1일 - 홍콩의 영화배우 장국영. (1956년~)
- 4월 10일 - 미국의 가수 리틀 에바. (1943년~)
- 4월 19일 - 이탈리아의 추기경 아우렐리오 사바타니. (1912년~)
- 4월 21일 - 미국의 싱어송라이터 니나 시몬. (1933년~)
- 6월 12일 - 미국의 배우 그레고리 펙. (1916년~)
- 6월 26일 - 카메룬의 축구 선수 마르크비비앙 푀. (1975년~)
- 6월 29일 - 미국의 배우 캐서린 헵번. (1907년~)
- 7월 7일 - 미국의 경제학자 찰스 킨들버거. (1910년~)
- 7월 8일
  - 대한민국의 판소리 명창 박동진. (1916년~)
  - 이란 출신의 샴 쌍둥이 비자니 자매. (1974년~)
- 7월 12일 - 일본의 기업인 아시하라 요시시게. (1901년~)
- 7월 16일 - 대한민국의 영화배우 한은진. (1918년~)
- 7월 22일
  - 사담 후세인 당시 이라크 대통령의 큰 아들 우다이 후세인 (1964년~)
  - 사담 후세인 당시 이라크 대통령의 작은 아들 쿠사이 후세인 (1966년~)
- 7월 25일 - 영국의 영화 감독 존 슐레진저. (1926년~)
- 8월 4일 - 대한민국의 기업인 정몽헌. (1948년~)
- 8월 8일 - 대한민국의 기업인 방일영. (1923년~)
- 8월 9일 - 미국의 무용가 그레고리 하인스. (1946년~)
- 8월 16일 - 우간다의 독재자 이디 아민. (1925년~)
- 8월 19일 - 브라질의 외교관 세르지우 비에이라 지 멜루. (1948년~)
- 9월 2일 - 미국의 베이시스트 브루스 와이벨. (1958년~)
- 9월 7일 - 미국의 가수 워런 지번. (1947년~)
- 9월 8일 - 독일의 영화감독 레니 리펜슈탈. (1902년~)
- 9월 12일 - 미국의 음악가 조니 캐시. (1932년~)
- 9월 25일 - 미국의 노벨 경제학상 수상자 프란코 모디글리아니. (1918년~)
- 9월 28일 - 미국의 영화감독 엘리아 카잔. (1909년~)
- 10월 3일 - 대한민국의 삼풍백화점 붕괴사고의 주범 (범죄자) 이준. (1922년~)
- 10월 21일 - 미국의 싱어송 라이터 엘리엇 스미스. (1969년~)
- 10월 23일
  - 장개석의 부인 쑹메이링. (1897년~)
  - 일본의 음악가・작곡가 요시무라 히로시. (1940년~)
- 11월 3일 - 러시아의 시인 라술 감자토프. (1923년~)
- 11월 28일 - 대한민국의 극작가 이근삼. (1929년~)
- 12월 1일 - 대한민국의 목사 장효희. (1948년~)
- 12월 9일 - 대한민국의 아동문학가 윤석중. (1911년~)
- 12월 12일 - 구 소련의 정치인 헤이다르 알리예프. (1923년~)
- 12월 15일 - 대한민국의 정치인 김윤환. (1932년~)
- 12월 30일 - 홍콩의 가수, 영화배우 매염방. (1963년~)

## 노벨상
- 경제학상: 로버트 F. 엥글(미국), 클라이브 W. J. 그레인저 (영국)
- 문학상: 존 맥스웰 쿠치(남아프리카 공화국)
- 물리학상: 알렉세이 아브리코소프 (미국), 비탈리 L. 긴즈부르크 (러시아), 앤서니 J. 레깃 (미국)
- 생리학 및 의학상: 폴 C. 로터버 (미국), 피터 맨스필드(영국)
- 평화상: 시린 에바디 (이란)
- 화학상: 피터 에이그리, 로더릭 매키넌(이상 미국)

## 75회아카데미상수상
- 작품상: 시카고
- 감독상: 로만 폴란스키 (피아니스트)
- 남우주연상: 에이드리언 브로디 (피아니스트)
- 여우주연상: 니콜 키드먼(디 아워스)
- 남우조연상: 크리스 쿠퍼(어댑테이션)
- 여우조연상: 캐서린 지타존스 (시카고)

## 달력
| 1월 |    |    |    |    |    |    |
| 일  | 월 | 화 | 수 | 목 | 금 | 토 |
|     |    |    | 1  | 2  | 3  | 4  |
| 5   | 6  | 7  | 8  | 9  | 10 | 11 |
| 12  | 13 | 14 | 15 | 16 | 17 | 18 |
| 19  | 20 | 21 | 22 | 23 | 24 | 25 |
| 26  | 27 | 28 | 29 | 30 | 31 |    |

| 2월 |    |    |    |    |    |    |
| 일  | 월 | 화 | 수 | 목 | 금 | 토 |
|     |    |    |    |    |    | 1  |
| 2   | 3  | 4  | 5  | 6  | 7  | 8  |
| 9   | 10 | 11 | 12 | 13 | 14 | 15 |
| 16  | 17 | 18 | 19 | 20 | 21 | 22 |
| 23  | 24 | 25 | 26 | 27 | 28 |    |

| 3월 |    |    |    |    |    |    |
| 일  | 월 | 화 | 수 | 목 | 금 | 토 |
|     |    |    |    |    |    | 1  |
| 2   | 3  | 4  | 5  | 6  | 7  | 8  |
| 9   | 10 | 11 | 12 | 13 | 14 | 15 |
| 16  | 17 | 18 | 19 | 20 | 21 | 22 |
| 23  | 24 | 25 | 26 | 27 | 28 | 29 |
| 30  | 31 |    |    |    |    |    |

| 4월 |    |    |    |    |    |    |
| 일  | 월 | 화 | 수 | 목 | 금 | 토 |
|     |    | 1  | 2  | 3  | 4  | 5  |
| 6   | 7  | 8  | 9  | 10 | 11 | 12 |
| 13  | 14 | 15 | 16 | 17 | 18 | 19 |
| 20  | 21 | 22 | 23 | 24 | 25 | 26 |
| 27  | 28 | 29 | 30 |    |    |    |

| 5월 |    |    |    |    |    |    |
| 일  | 월 | 화 | 수 | 목 | 금 | 토 |
|     |    |    |    | 1  | 2  | 3  |
| 4   | 5  | 6  | 7  | 8  | 9  | 10 |
| 11  | 12 | 13 | 14 | 15 | 16 | 17 |
| 18  | 19 | 20 | 21 | 22 | 23 | 24 |
| 25  | 26 | 27 | 28 | 29 | 30 | 31 |

| 6월 |    |    |    |    |    |    |
| 일  | 월 | 화 | 수 | 목 | 금 | 토 |
| 1   | 2  | 3  | 4  | 5  | 6  | 7  |
| 8   | 9  | 10 | 11 | 12 | 13 | 14 |
| 15  | 16 | 17 | 18 | 19 | 20 | 21 |
| 22  | 23 | 24 | 25 | 26 | 27 | 28 |
| 29  | 30 |    |    |    |    |    |

| 7월 |    |    |    |    |    |    |
| 일  | 월 | 화 | 수 | 목 | 금 | 토 |
|     |    | 1  | 2  | 3  | 4  | 5  |
| 6   | 7  | 8  | 9  | 10 | 11 | 12 |
| 13  | 14 | 15 | 16 | 17 | 18 | 19 |
| 20  | 21 | 22 | 23 | 24 | 25 | 26 |
| 27  | 28 | 29 | 30 | 31 |    |    |

| 8월 |    |    |    |    |    |    |
| 일  | 월 | 화 | 수 | 목 | 금 | 토 |
|     |    |    |    |    | 1  | 2  |
| 3   | 4  | 5  | 6  | 7  | 8  | 9  |
| 10  | 11 | 12 | 13 | 14 | 15 | 16 |
| 17  | 18 | 19 | 20 | 21 | 22 | 23 |
| 24  | 25 | 26 | 27 | 28 | 29 | 30 |
| 31  |    |    |    |    |    |    |

| 9월 |    |    |    |    |    |    |
| 일  | 월 | 화 | 수 | 목 | 금 | 토 |
|     | 1  | 2  | 3  | 4  | 5  | 6  |
| 7   | 8  | 9  | 10 | 11 | 12 | 13 |
| 14  | 15 | 16 | 17 | 18 | 19 | 20 |
| 21  | 22 | 23 | 24 | 25 | 26 | 27 |
| 28  | 29 | 30 |    |    |    |    |

| 10월 |    |    |    |    |    |    |
| 일   | 월 | 화 | 수 | 목 | 금 | 토 |
|      |    |    | 1  | 2  | 3  | 4  |
| 5    | 6  | 7  | 8  | 9  | 10 | 11 |
| 12   | 13 | 14 | 15 | 16 | 17 | 18 |
| 19   | 20 | 21 | 22 | 23 | 24 | 25 |
| 26   | 27 | 28 | 29 | 30 | 31 |    |

| 11월 |    |    |    |    |    |    |
| 일   | 월 | 화 | 수 | 목 | 금 | 토 |
|      |    |    |    |    |    | 1  |
| 2    | 3  | 4  | 5  | 6  | 7  | 8  |
| 9    | 10 | 11 | 12 | 13 | 14 | 15 |
| 16   | 17 | 18 | 19 | 20 | 21 | 22 |
| 23   | 24 | 25 | 26 | 27 | 28 | 29 |
| 30   |    |    |    |    |    |    |

| 12월 |    |    |    |    |    |    |
| 일   | 월 | 화 | 수 | 목 | 금 | 토 |
|      | 1  | 2  | 3  | 4  | 5  | 6  |
| 7    | 8  | 9  | 10 | 11 | 12 | 13 |
| 14   | 15 | 16 | 17 | 18 | 19 | 20 |
| 21   | 22 | 23 | 24 | 25 | 26 | 27 |
| 28   | 29 | 30 | 31 |    |    |    |

### 음양력 대조 일람
| 음력월 | 월건 | 대소 | 음력 1일의 양력 월일 | 음력 1일 간지 |
| ------ | ---- | ---- | -------------------- | ------------- |
| 1월    | 갑인 | 대   | 2월 1일              | 을사          |
| 2월    | 을묘 | 대   | 3월 3일              | 을해          |
| 3월    | 병진 | 소   | 4월 2일              | 을사          |
| 4월    | 정사 | 대   | 5월 1일              | 갑술          |
| 5월    | 무오 | 대   | 5월 31일             | 갑진          |
| 6월    | 기미 | 소   | 6월 30일             | 갑술          |
| 7월    | 경신 | 대   | 7월 29일             | 계묘          |
| 8월    | 신유 | 소   | 8월 28일             | 계유          |
| 9월    | 임술 | 소   | 9월 26일             | 임인          |
| 10월   | 계해 | 대   | 10월 25일            | 신미          |
| 11월   | 갑자 | 소   | 11월 24일            | 신축          |
| 12월   | 을축 | 대   | 12월 23일            | 경오          |